# Tomoyuki Kawabata
Tomoyuki Kawabata (jap. 河端 朋之 Kawabata Tomoyuki; ur. 7 lutego 1985) – japoński kolarz torowy, srebrny medalista mistrzostw świata.

## Kariera
Największy sukces w karierze osiągnął w 2018 roku, kiedy zdobył srebrny medal w keirinie podczas mistrzostw świata w Apeldoorn. Rozdzielił tam na podium Fabiána Puertę z Kolumbii i Niemca Maximiliana Levy'ego. Cztery lata wcześniej, na igrzyskach azjatyckich w Inczon zdobył srebrny medal w sprincie indywidualnym oraz brązowy w sprincie drużynowym. Zdobył także trzy medale kolarskich mistrzostw Azji: złoto w sprincie indywidualnym (Nakhon Ratchasima 2015) oraz srebro indywidualnie i brąz w drużynie (Nowe Delhi 2017).